# Квадратный корень из 3
1,7320508075 6887729352 7446341505 8723669428 0525381038 
0628055806 9794519330 1690880003 7081146186 7572485756 
7562614141 5406703029 9699450949 9895247881 1655512094 
3736485280 9323190230 5582067974 8201010846 7492326501 
5312343266 9033228866 5067225466 8921837971 2270471316 
6036786158 8019049986 5373798593 8946765034 7506576050
7566183481 2960610094 7602187190 3250831458 2952395983
2997789824 5082887144 6383291734 7224163984 5878553976
6795806381 8353666110 8431737808 9437831610 2088305524
9016700235 2071114428 8695990956 3657970871 6849807289
9493296484 2830207864 0860398873 8697537582 3173178313
9599298300 7838702877 0539133695 6331210370 7264019249
1067682311 9928837564 1141422016 7427521023 7299427083 
1059898459 4759876642 8889779614 7837958390 2288548529
0357603385 2808064381 9723446610 5968972287 2865264153
8226646984 2002119548 4155278441 1812865345 0703519165 
0016689294 4154808460 7127714399 9762926834 6295774383
6189511012 7148638746 9765459824 5178855097 5379013880
6649619119 6222295711 0555242923 7231921977 3826256163
1468842032 8537166829 3864961191 7049738836 3954959381 
Квадратный корень из числа 3 — положительное действительное число, которое при умножении само на себя даёт число 3. Обозначение: {\displaystyle {\sqrt {3}}.}

## Значение
Квадратный корень из 3 является иррациональным числом, то есть не может быть точно представлен никакой конечной дробью. С точностью до 0,01 % значение {\displaystyle {\sqrt {3}}\approx 1{,}732.} Хорошее приближение даёт также обыкновенная дробь {\displaystyle {\tfrac {97}{56}}\approx 1{,}73214.}
Может быть также выражен:
- непрерывной дробью [1; 1, 2, 1, 2, 1, 2, …];
- бесконечным вложенным радикалом:

{\displaystyle {\sqrt {3}}=-1+2{\sqrt {{\frac {1}{2}}+{\sqrt {{\frac {1}{2}}+{\sqrt {{\frac {1}{2}}+...}}}}}}.}

## Применение

### Геометрия и тригонометрия

Квадратный корень из 3 равен расстоянию между параллельными сторонами правильного шестиугольника со сторонами 1

Если длина стороны равностороннего треугольника равна 1, то каждая высота этого треугольника равна {\displaystyle {\sqrt {3}}/2.}
{\displaystyle {\sqrt {3}}} равен также:
- тангенсу 60°;
- расстоянию между параллельными сторонами правильного шестиугольника со сторонами 1;
- длине диагонали куба со стороной 1;
- длине стороны равностороннего треугольника, у которого радиус описанной окружности равен 1.

### Электроэнергетика
При трёхфазной системе токов модуль напряжения между двумя фазами (линейное напряжение) в {\displaystyle {\sqrt {3}}} больше модуля фазного напряжения.